# A Manhattan Knight
A Manhattan Knight er en amerikansk stumfilm fra 1920 af George Beranger.

## Medvirkende
- George Walsh som John Fenton
- Virginia Hammond som Belle Charmion
- William H. Budd som Gordon Brewster
- Warren Cook
- Jack Hopkins
- William T. Hayes
- Cedric Ellis
- Charles Slattery
- Louis Wolheim som Mangus O'Shea
- John Raymond som Stool Pigeon
- Walter Mann som Sproul
- Pauline Garon
- Billy Sullivan
- L.J. O'Connor